# ADFGVX-rejtjel
Az ADFGVX-kód vagy rejtjel egy szövegtitkosítási módszer, mely az átrendezés és a behelyettesítés keveréke.
Első lépésben 6×6-os négyzethálóba kell írni az angol ábécé 26 betűjét és a 10 számjegyet és a sorokat és oszlopokat az A, D, F, G, V és X betűkkel jelölni. Ezeknek az elrendezése része a kulcsnak.
|   | A | D | F | G | V | X |
| A | 7 | l | e | 2 | u | a |
| D | n | 4 | o | i | z | 9 |
| F | f | p | b | g | j | d |
| G | 0 | h | r | g | y | 6 |
| V | c | s | 1 | m | v | x |
| X | 5 | t | 8 | k | w | 3 |

így pl a 7 AA lesz az l AD és így tovább.
| az üzenet: | szeretem a csokit x                             |
| kódszöveg: | VD-DV-AF-GF-AF-XD-AF-VG-AX-VA-VD-DF-XG-DG-XD-VX |

A második lépésben szükség van egy kulcsszóra, ez legyen pl. HOLD. A kulcsszó alá le kell írni az üzenet betűit, majd a kulcsszót ábécé sorrendbe rendezni és egyes betűk alatti "kódbetűket" ugyanúgy leírni.
HOLD
VDDV
AFGF
AFXD
AFVG
AXVA
VDDF
XGDG
XDVX
DHLO
VVDD
FAGF
DAXF
GAVF
AAVX
FVDD
GXDG
XXVD
Utolsó lépésben fentről lefelé kell leírni és úgy továbbítani a címzettnek.
A lekódolt szöveg: VFDGAFGXVAAAAVXXDGXVVDDVDFFFXDGD.

## Külső hivatkozások
- Implementation of ADFGVX in JavaScript